# Amatőr művészeti csoport
Az amatőr művészeti csoport olyan alkotó művelődési-művészeti közösség, amelynek tagjai valamelyik művészeti ágában egyéni (festő), vagy közösségi (színjátszás, kórus) tanuló-önképző, önmegvalósító, reprudulkáló és alkotó tevékenységet folytat, jellemzően nem a megélhetésüket szolgáló jövedelemszerzés céljából, s melynek az adott művészeti ágban szakértő vezetője van. A művészeti csoport az alkotási folyamat eredményét közönség előtt is bemutatja (pl.: előadás, kiállítás).
A művészeti csoportok főbb típusai: 
- előadóművészeti: báb, színjátszás, tánc, ének, zene stb.
- vizuális művészeti: képzőművészet, fotó, film stb.